# Fritz Krause (Ethnologe)
Fritz Krause (* 23. April 1881 in Moritzburg, Sachsen; † 1. Juni 1963 in Leipzig) war ein deutscher Ethnologe, der sich insbesondere mit indigenen Kulturen Amerikas befasste, und von 1927 bis 1944 Direktor des Museums für Völkerkunde Leipzig.

## Leben
Fritz Krause war er Sohn des späteren Direktors der Blindenanstalt in Leipzig, Karl Krause. Fritz Krause legte 1901 das Abitur am Leipziger Nikolai-Gymnasium und nahm an der Universität Leipzig zunächst ein Studium der Mathematik, Astronomie und Physik auf. Nach dem sechsten Semester wechselte er zur Geographie, Völkerkunde und Geologie. Akademische Lehrer waren Karl Weule, Joseph Partsch und Friedrich Ratzel. Bereits während seiner Studienzeit erhielt er 1905 eine Assistentenstelle am Museum für Völkerkunde Leipzig. Mit einer historisch-ethnographischen Studie über die „Pueblo-Indianer“ promovierte er 1907 zum Dr. phil. 
Krause nahm 1908 und 1909 an einer wissenschaftlichen Expedition in das Araguaia-Gebiet in Zentralbrasilien teil, 1912 wurde er zum Leiter der Amerikanischen Abteilung am Museum für Völkerkunde Leipzig bestellt. Parallel dazu setzte er seine wissenschaftliche Laufbahn fort, mit einer Schrift zur „Kultur der kalifornischen Indianer in ihre Bedeutung für die Ethnologie und die nordamerikanische Völkerkunde“ habilitierte er sich 1920 an der Universität Leipzig und erhielt die Venia legendi für Völkerkunde. Im gleichen Jahr wurde Krause in Leipzig zum Privatdozenten an der Philologisch-Historischen Abteilung der Philosophischen Fakultät ernannt, bevor er 1925 mit einer außerplanmäßiger Professur betraut wurde, die er bis zu seiner Emeritierung 1945 ausfüllte. Ehrenamtlich leitete er von 1924 bis 1927 das Leipziger Museum für Länderkunde. 
Nach dem Tod des langjährigen Direktors Karl Weule wurde Krause 1927 die Gesamtleitung des Museums für Völkerkunde übertragen. Am 15. Dezember 1937 beantragte er die Aufnahme in die NSDAP und wurde rückwirkend zum 1. Mai desselben Jahres aufgenommen (Mitgliedsnummer 5.805.363). Beim Bombenangriff auf Leipzig am 4. Dezember 1943 wurde das Grassimuseum schwer beschädigt und ein Teil der Sammlung zerstört. Aufgrund des Vorwurfs, unzureichende Schutzmaßnahmen für die Museumsobjekte getroffen zu haben, wurde Krause am 30. März 1944 die Leitung des Völkerkundemuseums entzogen.
Fritz Krause war seit 1912 verheiratet mit Clara Frida, geborene Sperling, und Vater von drei Kindern. Er verstarb 1963 im Alter von 82 Jahren in Leipzig.

## Wirken
Krause, 1929 Begründer der (Deutschen) Gesellschaft für Völkerkunde, entwickelte in den 1920er Jahren einen eigenständigen Ansatz in der Völkerkunde, die so genannte „ethnologischen Strukturlehre“. Darin betont Krause die strukturellen psychischen Eigenheiten einzelner Völker sowie die dynamische Wechselwirkung zwischen ihnen. Demnach können Völker durch äußere wie innere Faktoren eine höhere Kulturstufe ihrer Entwicklung erreichen, jedoch auch wieder auf eine tiefere Kulturstufe zurückgestuft werden. Krauses Bestreben war die Etablierung einer kulturwissenschaftlichen Ausrichtung in der Völkerkunde, die einseitige Theorien wie den Darwinismus oder den Diffusionismus überwinden sollte.

## Schriften
- Die Pueblo-Indianer. Eine historisch-ethnographische Studie, Dissertation, Leipzig 1907
- In den Wildnissen Brasiliens. Bericht und Ergebnisse der Leipziger Araguaya-Expedition 1908, Leipzig 1911
- Die Kultur der kalifornischen Indianer in ihre Bedeutung für die Ethnologie und die nordamerikanische Völkerkunde, Habilitationsschrift, Leipzig 1921 (Veröffentlichungen des Staatlich-Sächsischen Forschungsinstitutes für Völkerkunde in Leipzig, Erste Reihe: Ethnographie und Ethnologie, Bd. 4) Digitalisat
- Das Wirtschaftsleben der Völker, Breslau 1924
- Denkschrift über die Ausgestaltung des Museums für Länderkunde zu Leipzig, 2 Bände, Leipzig 1926
- Herausgeber der Ethnologischen Studien, Leipzig 1929–1931